# Factor X (Cile)
Factor X è la versione cilena del talent show musicale britannico The X Factor, in cui concorrono aspiranti cantanti pop scelti attraverso audizioni. Le prime audizioni si sono svolte nel gennaio del 2011. La première della prima stagione è andata in onda il 3 marzo 2011. Il programma è condotto da Julian Elfenbein, lo stesso presentatore di Talento Chileno, la versione locale di Italia's Got Talent. La prima edizione, andata in onda su TVN, ha visto come giudici Zeta Bosio, Karen Doggenweiler e Tito Beltrán.

## Riassunto delle stagioni
14-24

     25+

     Gruppi
| Stagione | Data di trasmissione         | Vincitore     | Secondo classificato | Terzo classificato | Presentatore     | Giudici                                    |
| -------- | ---------------------------- | ------------- | -------------------- | ------------------ | ---------------- | ------------------------------------------ |
| Prima    | 3 marzo 2011 — 9 maggio 2011 | Sergio Járlaz | Stanley Weissohn     | Madriela Marchant  | Julián Elfenbein | Zeta Bosio Karen Doggenweiler Tito Beltrán |

## Prima stagione

### Audizioni
Le audizioni per la prima stagione di Factor X sono cominciate nel gennaio 2011 nella città ritenuta "capitale cilena del rock", Concepción. Le audizioni sono continuate nello stesso mese in altre città, Santiago e La Serena, dove si sono presentati più di 2000 concorrenti.

### Il bootcamp e l'Home visit
Alla fase del bootcamp sono pervenuti circa 150 solisti e gruppi vocali che avevano superato la fase precedente. Di questi solo 24 sono stati scelti per l'Home visit, otto per ogni categoria.
Le categorie sono state così assegnate:
- Zeta Bosio - 14-24;
- Tito Beltrán - 25+;
- Karen Doggenweiler - Gruppi.

### La scelta finale
| Categoria (giudice)   | Concorrenti    | Concorrenti       | Concorrenti      | Concorrenti    |
| --------------------- | -------------- | ----------------- | ---------------- | -------------- |
| 14–24 (Bosio)         | Tania Giordano | Paolo Ramirez     | Stanley Weissohn | Jennifer López |
| 25+ (Beltrán)         | Héctor Núñez   | Madriela Marchant | María Paz Duarte | Sergio Járlaz  |
| Gruppi (Doggenweiler) | Dulce Tabú     | Agnus             | Aduana           | MB & J         |

Legenda:

     Vincitore

     Secondo classificato

     Terzo classificato